# Шевченко, Николай Васильевич (генерал)
Николай Васильевич Шевченко (генерал) (7 января 1918, Большая Халань, Курская губерния — 24 апреля 1991, Москва) — советский военачальник, участник Великой Отечественной войны. Генерал-майор танковых войск (9.05.1961).

## Биография
Родился 7 января 1918 года в деревне Большая Халань (ныне Корочанский район Белгородская область). Русский. Окончил 10-летку (1936), школу НКВД (1939), Сталинский горный институт.
Член ВКП(б) с 1943 года.
Образование: Окончил Ульяновское БТУ (1941), Казанские АБТКУКС (1941), ВА БТ и МВ (1953).

### Служба в НКВД и армии
Служба в НКВД. С 12 августа 1936 по август 1939 года — курсант Ленинградской школы НКВД. С августа 1939 года оперативный работник Курского управления НКВД.
Служба в Красной Армии. С 1 августа 1940 по июнь 1941 года — курсант Ульяновского бронетанкового училища.
Начало Великой Отечественной войны встретил на учёбе в училище. С июня 1941 года — командир танкового взвода, с июля 1941 года — командир танковой роты 33-го танкового полка 17-й танковой дивизии.
С сентября 1941 года — командир курсантского танкового взвода Казанских АБТ КУКС. С ноября 1941 года — адъютант старший 2-го отд. танкового батальона 36-й танковой бригады. С мая 1942 года — командир сводной танковой роты 36-й танковой бригады 22-го танкового корпуса. С июля 1942 года — помощник начальника штаба по разведке 36-й танковой бригады 22-го танкового корпуса. С сентября 1942 года — Заместитель начальника штаба по оперативной работе 36-й танковой бригады 2-го механизированного корпуса. С 25 сентября 1943 года — ид Начальника штаба 20-й танковой бригады 11-го танкового корпуса.
С 27 ноября 1945 года — Заместитель командира, а с июня 1947 года — Командир 36-го танко-самоходного полка 5-й гвардейской стрелковой дивизии.
С 26 июля 1948 года — кандидат в слушатели Военной академии БТ и МВ СА им. И. В. Сталина. С 24 февраля 1949 по 2 апреля 1953 года — слушатель командного факультета Военной академии БТ и МВ СА им. И. В. Сталина.
С 23 июня 1953 года назначен командиром 168-го отдельного тяжёлого танкового полка (Одесский ВО). C 27 октября 1954 года — начальник штаба, а с 5 августа 1957 года — командир 38-й гвардейской танковой дивизии (Северная группа войск). 20 марта 1965 года назначен Заместителем командующего по боевой подготовке — начальником отдела боевой подготовки 28-й армии. С 21 октября 1967 года назначен Старшим группы советских военных специалистов в Афганистане. 7 декабря 1970 года зачислен в распоряжение Главкома СВ.
14 февраля 1971 года зачислен в распоряжение начальника ГО СССР. 9 февраля 1971 года назначен Заместителем начальника управления боевой подготовки войск и обучения населения по ГО СССР. С 20 мая 1976 года — 1-й Заместитель начальника управления боевой подготовки ГО СССР. С 29 декабря 1976 года в распоряжении начальника ГО СССР.
Приказом МО СССР от 11.07.1977 года уволен в запас по ст. 59 б с правом ношения военной формы одежды. Жил в Москве. Умер от фронтовых ран 24 апреля 1991 года. Похоронен в Москве.

## Награды
Награждён тремя орденами Красного Знамени (11.08.1944, 22.02.1945, 01.05.1945), орденом Богдана Хмельницкого (28.04.1945), Орден Отечественной войны I степени (30.04.1985), орденом Красной Звезды (26.09.1942). Медалями: «За отвагу» (18.09.1943), «За боевые заслуги» (20.06.1949), «За победу над Германией в ВОВ 1941—1945 гг.» (09.05.1945), «За взятие Берлина» (09.06.1945); «За освобождение Варшавы» (09.06.1945) и другие.
Иностранные награды: «Крест Храбрых».
- Знак «Гвардия»
- Знак МО СССР «25 лет Победы в Великой Отечественной войне» (24 апреля 1970[5])

## Память
- На могиле установлен надгробный памятник.
- Имя воина увековечено в Главном Храме Вооружённых сил России, и навсегда запечатлено на мемориале «Дорога памяти»[6]